# 桂車庫
桂車庫（かつらしゃこ）は、京都府京都市西京区に存在する阪急電鉄の車両基地。京都線・嵐山線の桂駅に隣接している。
京都線の車両が所属する車庫であり、月検査までを行う。
日常の運用では、正雀車庫は普通列車の車両交換を主に行うのに対し、桂車庫は京都河原町駅を始発・終着駅とする特急や快速急行、準急など優等列車の車両交換を主とする。これは長距離回送を避けるのはもちろん、梅田方の列車密度が高く優等列車の車両交換を大阪梅田駅で行うと回送がさらに割り込むことで淡路駅での千里線との競合を増やすうえ、大阪梅田駅の折り返し時間がとれないためとされる。
大阪梅田方面へは配線の関係で、洛西口駅始発の準急・普通も設定されている。京都河原町方面へも本線のホームからではなく、案内上は嵐山線ホームであるC号線から出発する列車がある。

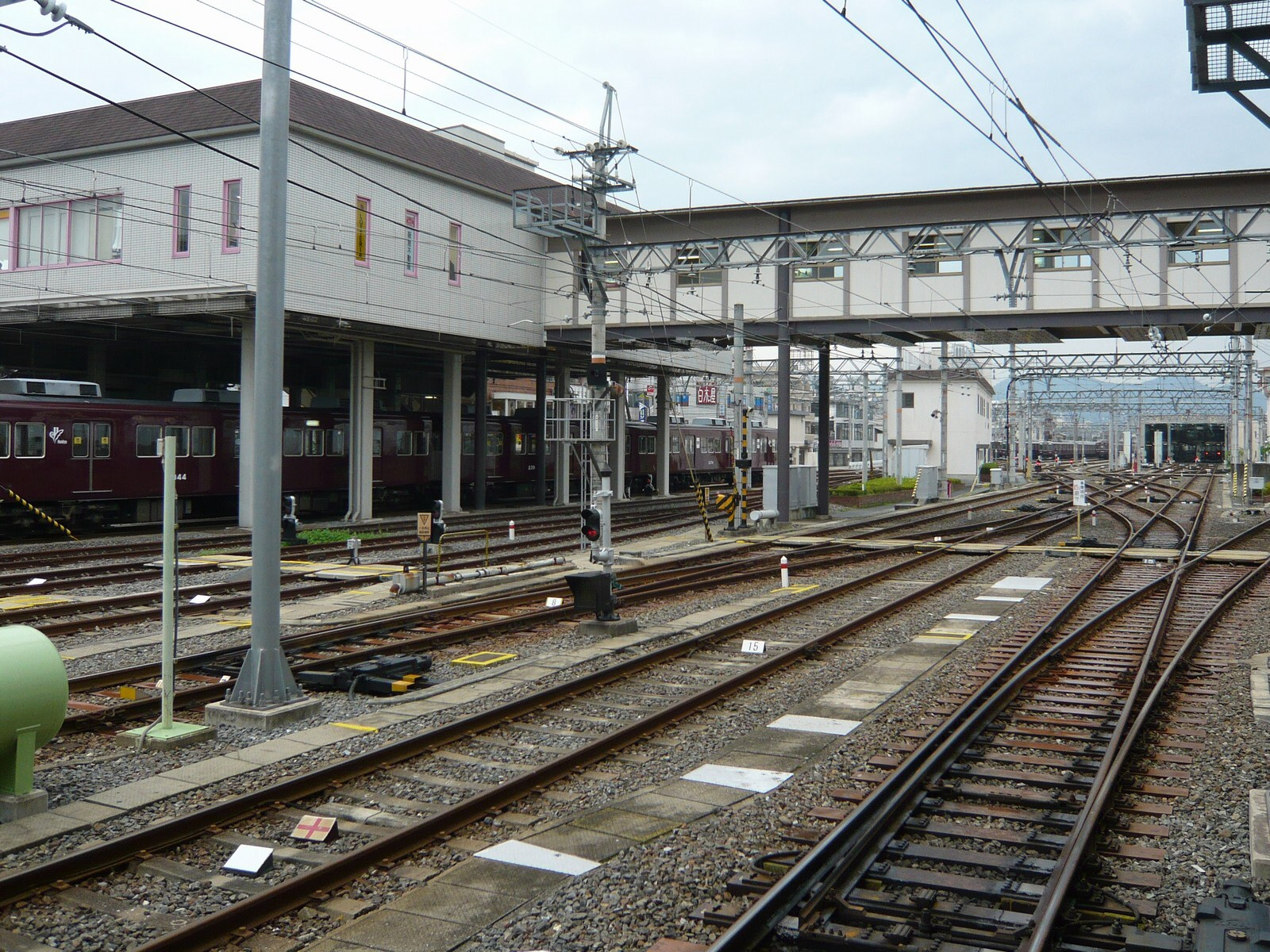
桂駅に隣接する桂車庫
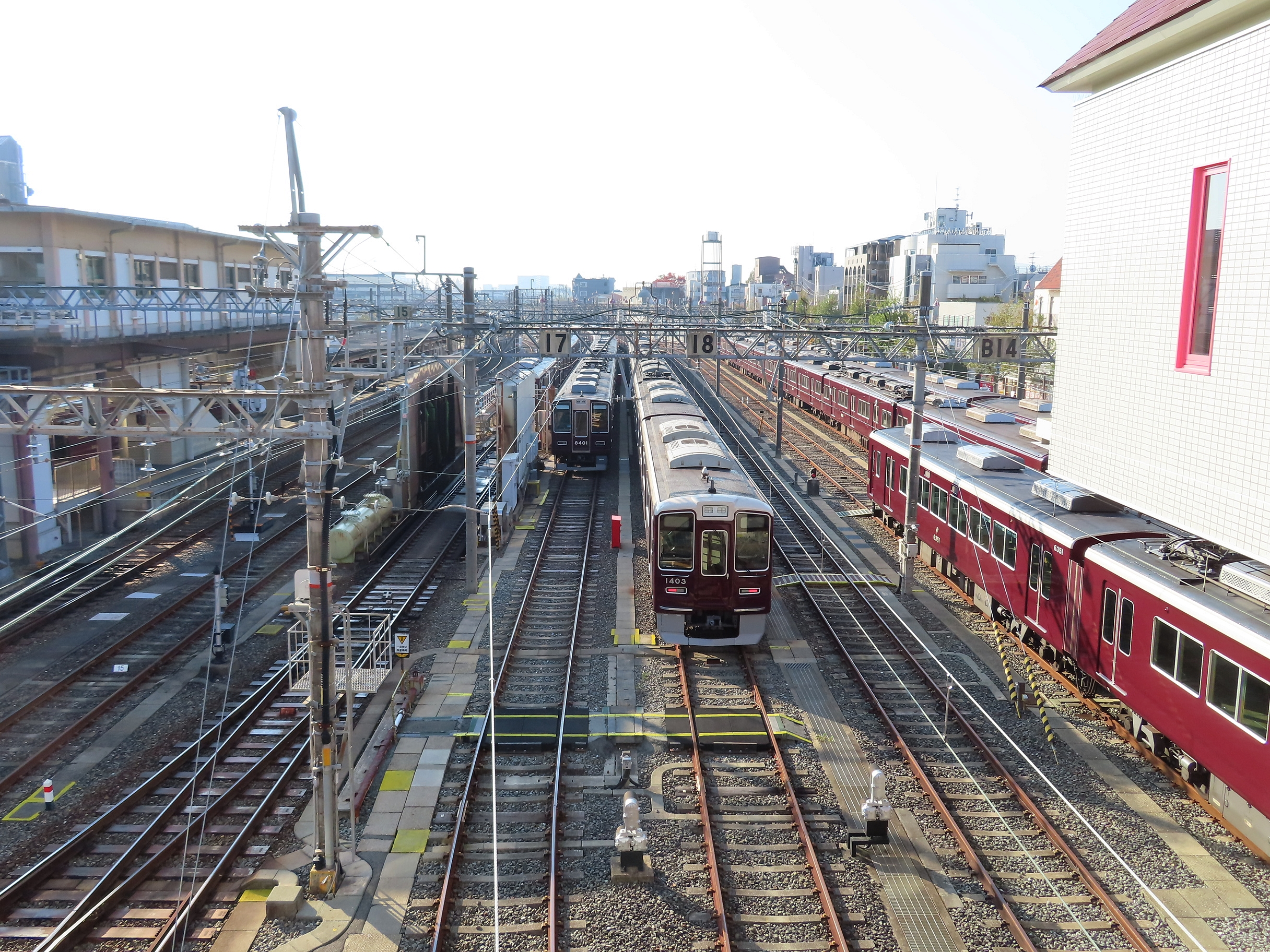
車庫構内